# Alter Teichweg
Alter Teichweg – stacja metra hamburskiego na linii U1. Stacja została otwarta 4 sierpnia 1963. 

## Położenie
Stacja znajduje się pod Nordschleswiger Straße w rejonie skrzyżowania z Alten Teichweg. Dwie około 120-metrowy perony boczne znajdują się na drugim poziome w tunelu z filarami między torami.